# Adicella eurypyle
Adicella eurypyle är en nattsländeart som beskrevs av Schmid 1994. Adicella eurypyle ingår i släktet Adicella och familjen långhornssländor. Inga underarter finns listade i Catalogue of Life.